# 佳日
「佳日」（かじつ）は、太宰治の短編小説。1944年に映画化された。

## 概要
| 初出     | 『改造』1944年1月号               |
| 単行本   | 『佳日』（肇書房、1944年8月20日） |
| 執筆時期 | 1943年6月～7月上旬（推定）        |
| 原稿用紙 | 40枚                              |

1943年（昭和18年）4月29日、太宰の友人の塩月赳（しおつき たけし）の結婚式が目黒雅叙園で行われた。太宰は身内代わりとなって結納を納め、式の打ち合わせを行うなど塩月のために種々尽力した。「佳日」はこのときの体験を素材にして書かれた。なお、塩月は1948年（昭和23年）3月17日にこの世を去っている。
結婚式に出席した山岸外史は、後年次のように記している。
本作品は後述するように1944年（昭和19年）9月に映画化され、12月上旬には水谷八重子一座によって映画と同じ題名の「四つの結婚」で上演された。

## 四つの結婚（映画）

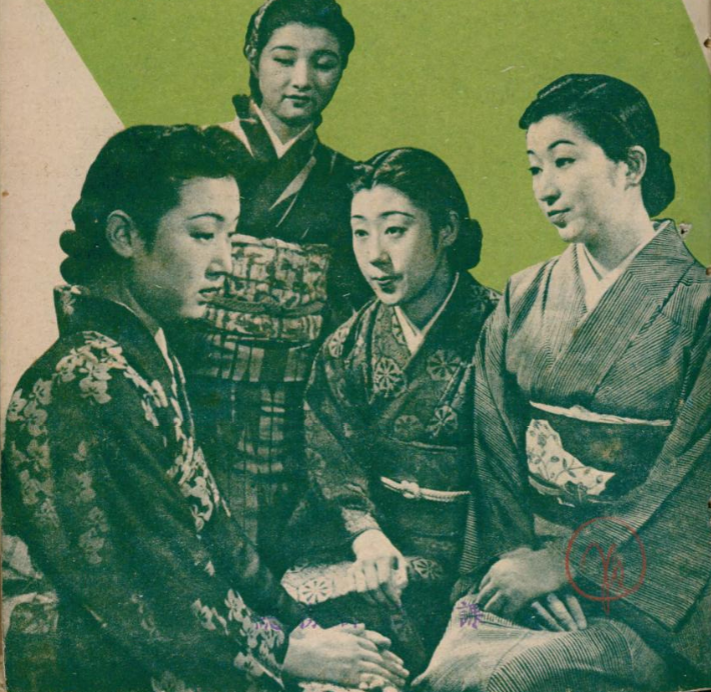
『四つの結婚』（1944年）

1944年9月28日公開の日本映画。製作は東宝。太宰は同年1月10日から13日まで、熱海の山王ホテルで八木隆一郎、如月敏と共に脚色に当たっている。

### スタッフ
- 監督：青柳信雄
- 原作：太宰治「佳日」
- 脚色：八木隆一郎、如月敏
- 音楽：服部正

### キャスト
- 小坂吉之助：清川荘司
- 長女・頼子：入江たか子
- 次女・宏子：山田五十鈴
- 三女・正子：山根寿子
- 四女・啓子：高峰秀子
- 三島修平：河野秋武
- 大隈忠太郎：江川宇礼雄
- 藤田進
- 志村喬